# Медведчук Сергій Володимирович
Сергій Володимирович Медведчук (нар. 25 березня 1959, с. Абан, Абанський район, Красноярський край) — український проросійський політик бізнесмен, економіст. Тісно повʼязаний з російським бізнесом, брат Віктора Медведчука.

## Життєпис
Закінчив Київський інститут фізичної культури (1980) і соціально-економічний інститут Академії праці і соціальних відносин (1991).
Кандидатську дисертацію «Організаційно-економічні методи формування і розвитку приватних закладів у сфері освіти» захистив у 1995 році.
Докторську дисертацію «Фінансово-господарські відносини держава-підприємництво (етапи становлення і перспективи розвитку)» захистив у 2001 році.
Доктор економічних наук з 2001 року, доцент з 1999 року, заслужений економіст України з 1999 року, член вченої ради Інституту регіональних досліджень НАН України з 1998 року, державний радник податкової служби II рангу з 1998 року. Заслужений економіст України (1999), доктор економічних наук (2001). Голова Державної податкової адміністрації у Львові (1997), згодом — у Львівській області (1998–2004), перший заступник голови Державної податкової адміністрації України (2004). Депутат Львівської обласної ради 1998–2006 років.

### Політична діяльність
Під час перебування на посаді депутата Львівської облради та голови обласної податкової адміністрації був одним із найвпливовіших людей області, членом «Аграрної партії України», яку очолював голова Львівської обласної державної адміністрації Михайло Гладій. Співпраця з так званою «групою Гладія» не заважала розвивати вплив «групи Медведчуків» — так, хоча за результатами виборів 2002 року до облради СДПУ(о) отримала лише кілька мандатів, їй вдалося згуртувати навколо себе депутатську групу «Соціальна справедливість» із 28 депутатів і стати другим за чисельністю депутатським об’єднанням у раді. Медведчука називали одним із кураторів і координаторів цього об'єднання. Медведчуки через тиск на місцевих чиновників, бізнес і ЗМІ намагалися домогтися контролю над обласною владою, конфліктували з націонал-демократичними силами, а також головою обласної ради Михайлом Сендаком (фракція «Наша Україна») і олігархом Петром Димінським.
Після Помаранчевої революції зник із політики, мав кілька фірм, пов'язаних із Богданом Козаком і Тарасом Козаком (Тарас за часів головування Медведчука у Львівській обласній ДПА був його першим заступником).
Кандидат у народні депутати на виборах 2019 року в окрузі № 105 (частина Луганську і частина Новоайдарського району) від партії ОПЗЖ.
У січні 2022 року, напередодні Російського вторгнення, покинув Україну. 

### Звинувачення у корупції
У квітні 2022 року ДБР провело обшуки нерухомості Сергія Медведчука. У червні 2024 року Сергій отримав підозру у причетності до фінансових махінацій на шкоду Україні протягом 2017-2023 років.

## Наукова діяльність
Сфери наукових інтересів: вдосконалення форм і методів організації приватних навчальних закладів у системі освіти та науки України, розробка заходів підвищення ефективності їх діяльності в умовах становлення ринкових відносин. Обґрунтування концепції побудови раціональних фінансово-господарських відносин держави з підприємницькими структурами, зниження податкового тиску на суб'єкти підприємництва, розвиток системи оподаткування в Україні. Дослідження проблеми функціонування фондового ринку, розкриття економічної природи цінних паперів та функціональних особливостей їх окремих видів, обігу на первинному та вторинному ринках.
Автор 35 наукових публікацій, в тому числі 3-х монографій.